# Garra hainanensis
Garra hainanensis är en fiskart som beskrevs av Chen och Zheng, 1983. Garra hainanensis ingår i släktet Garra och familjen karpfiskar. Inga underarter finns listade i Catalogue of Life.